# بیشکک
بیشکک (به زبان قرقیزی و روسی: Бишкек) پایتخت کشور قرقیزستان است. جمعیت آن بر اساس آمار سال ۲۰۲۰ میلادی یک میلیون و پنجاه و چهار هزار نفر بوده‌است. بیشکک کنونی، در محل نقطه‌ای بسیار کوچک در مسیر جاده ابریشم واقع شده‌است.
بافت شهر بیشکک کنونی به گونه‌ای است که باعث تصفیه هوا به وسیلهٔ هوای کوهستانی می‌شود. بیشکک دارای ۲۶۲ خیابان است. مهم‌ترین خیابان‌های شهر مناس، چوئی، عبدالرحمان اف، بایتیک باتیر، مسکوسکی است. در بلوارهای ارکیندیک و مولودایا گواردیا نیز کافه‌های تابستانی و زمین بازی کودکان وجود دارد. بیشتر نواحی مسکونی مانند شهرک‌های مسکونی شماره ۶ تا ۲۶، در جنوب شهر قرار گرفته‌است.

## نامگذاری
در فاصله زمانی ۱۹۲۶ تا ۱۹۹۱ نام این شهر بر اساس نام یکی از رهبران انقلاب بولوشویکی روسیه، میخائیل فرونزه که از نزدیکان لنین و متولد بیشکک کنونی بود و در جریان انقلاب ۱۹۰۵ و انقلاب ۱۹۱۷ و شورش‌های داخلی دهه ۱۹۲۰ نقش بسیار چشمگیری داشت، به نام «فرونزه» نامیده می‌شد.

## تاریخچه
کاوش‌های باستانی نشان می‌دهد انسان‌های اولیه در هزاره‌های پنجم و چهارم پیش از میلاد در منطقه‌ای که هم‌اکنون شهر بیشکک واقع شده ساکن بوده‌اند شاخه شرقی بیشکک از دره چوئی عبور می‌کرد و در مسیر دیگری به رشته‌کوه‌های تیان‌شان مرکزی منتهی می‌شد. در چهارراه این جاده‌ها کاروان‌سرایی متعلق به قوم عشایری ترک‌زبان به نام سولتو وجود داشته‌است. گفته می‌شود در سده‌های ۷ تا ۱۲ میلادی یک شهر قدیمی ترک‌نشین به نام جول در منطقه بیشکک کنونی قرار داشته‌است. دره چوئی که شهر بیشکک در آن قرار گرفته در میان رودهای آلاارچا و الامدین، چراگاه زمستانی قبیله سولتو یکی از چهل قبایل قرقیزی بود.
بارتولد «جول» در مآخذ اسلامی را با «چول» در زبان ترکی که به معنای دشت و صحراست، یکی می‌داند و این به نظر درست می‌رسد، زیرا در شمال آن بلافاصله دشتی ریگزار آغاز می‌شود. در ناحیهٔ جول کهن در ۱۰ کیلومتری بیشکک چند اثر بودایی کشف شده‌است. در مشرق بیشکک از یک معبد بودایی دیگر خاک‌برداری شده که ظاهراً متعلق به سده‌های ۲ و ۳ ق / ۸ و ۹م است.

## خانات خوقند
در سال ۱۸۲۵ در قلمرو شهر با دستور مَدعلی خان ازبک دژ بیشپک بنیانگذاری شد که بزرگ‌ترین پادگان نظامی در دره چوئی در آن مستقر بود. این نقطه یکی از ۳۵ دژ نظامی این حکومت در منطقه بود.
در داخل دژ علاوه بر پادگان، مسجد، بازار، کشتارگاه، زندان، انبار و سایر ساختمان‌ها وجود داشته‌است. در پیرامون این دژ خانه‌های صنعتگران و بازرگانان، کاروان‌سراها و کارگاه‌های صنعتگری دایر بود. این دژ در مرکز راه‌های قبایل عشایری برای جابجایی آن‌ها از چراگاه‌های زمستانی به چراگاه‌های تابستانی و در مسیر جاده منتهی به دریاچه ایسیک کول و منطقه هفت‌رود قرار داشت. امیران خوقند از این دژ به عنوان محل جمع‌آوری مالیات‌ها از کاروان‌های گذری استفاده می‌کردند.
۱۶ سال پس از تصرف این منطقه توسط روس‌ها که در سال ۱۸۶۲ اتفاق افتاد، در این مکان بنایی جدید ساخته شد.
بنای اولیه شهر کنونی بیشکک در سال ۱۸۷۸ به‌عنوان یک دژ نظامی متعلق به روسیه تحت نام «پیشپـِک» گذاشته شده‌است.
رونق واقعی شهر بیشکک نیز از این تاریخ آغاز شد چون تا پیش از این سال مرکزیت منطقه شمال قرقیزستان در شهر تُخماق قرار داشت؛ ولی در این سال بسیاری از تأسیسات اداری و مسکونی این شهر بر اثر سیل‌های متعدد تقریباً تخریب شد و به‌اجبار مرکزیت سیاسی و اداری منطقه شمال قرقیزستان به بیشکک منتقل گشت.

## شهرهای خواهرخوانده
- آلماتی - قزاقستان
- آستانه - قزاقستان
- کلرادو اسپرینگز، کلرادو - ایالات متحده آمریکا
- مریدان، کنتیکت - ایالات متحده آمریکا
- قزوین - ایران
- آنکارا - ترکیه
- ازمیر - ترکیه
- اورومچی - جمهوری خلق چین
- مینسک - بلاروس
- تهران - ایران